# Üç Kızgın Cengaver
Üç Kızgın Cengaver es una película turca de 1971 dirigida y escrita por Turgut Demirağ y protagonizada por Cihangir Gaffari, Sevda Karaca y Suphi Tekniker.

## Sinopsis
El filme relata la historia de tres valientes hombres que se proponen salvar a las tres hijas de un sultán, las cuales se encuentran secuestradas por un peligroso bandido llamado Şeyh Abbas. Aunque se trata de una misión en extremo peligrosa, una jugosa recompensa los convencerá de intentar cumplir con su cometido.

## Reparto
- Cihangir Gaffari ... Kartal
- Sevda Karaca ... Gülnaz
- Suphi Tekniker ... Kaplan
- Melike Demirağ ... Gülcihan
- Erdo Vatan ... Ejder
- Beyza Başar ... Gülperi
- Nuri Kırgeç ... Vezir
- Atıf Kaptan ... Sultan
- Erol Taş ... Şeyh Abbas